# Смуглянка
«Смугля́нка» — популярная советская песня на слова Якова Захаровича Шведова и музыку Анатолия Григорьевича Новикова.
В результате проведённого в 2015 году журналом «Русский репортёр» социологического исследования текст песни занял место в третьем десятке (№ 24) среди ста наиболее популярных в России стихотворных строк, включающих, в числе прочего, русскую и мировую классику.

## История
Как-то летом на рассвете

Заглянул в соседний сад,

Там смуглянка-молдаванка

Собирает виноград.

Я краснею, я бледнею,

Захотелось вдруг сказать:

«Станем над рекою

Зорьки летние встречать».

Раскудрявый клён зелёный, лист резной,

Я влюблённый и смущённый пред тобой,

Клён зелёный, да клён кудрявый,

Да раскудрявый, резной!
Песня была частью сюиты, написанной композитором Анатолием Новиковым и поэтом Яковом Шведовым в 1940 году по заказу ансамбля Киевского особого военного округа. В ней воспевалась девушка-партизанка времён гражданской войны, а вся сюита посвящалась Г. И. Котовскому. Однако песня в довоенные годы так и не исполнялась. Клавир её был утерян, у авторов остались только черновики. Композитор вспомнил об этой песне через четыре года, когда ему позвонил художественный руководитель Краснознамённого ансамбля А. В. Александров и попросил показать песни для новой программы своего коллектива. В числе других Новиков показал и «Смуглянку», которую прихватил на всякий случай. Но именно она и понравилась Александрову, который тут же начал её разучивать с хором и солистами.
Впервые ансамбль спел песню в Концертном зале имени Чайковского в 1944 году. Запевал её солист Краснознамённого ансамбля Николай Устинов, которому песня эта в значительной степени обязана своим успехом. Концерт транслировался по радио. «Смуглянку» услышало, таким образом, очень много людей. Её подхватили в тылу и на фронте. Песня, в которой говорилось о событиях Гражданской войны, была воспринята как песня о тех, кто боролся за освобождение Молдавии в Великую Отечественную войну.
После войны песня «Смуглянка» в разных обработках входила в репертуар таких известных исполнителей, как Иосиф Кобзон, София Ротару, Надежда Чепрага, Zdob şi Zdub, Ким Гван Сук и многие другие. Песня звучала в кинофильме 1973 года «В бой идут одни „старики“» (согласно сюжету, один из главных героев фильма, молодой лётчик, знакомит с этой песней свою эскадрилью и тут же получает прозвище Смуглянка; она звучит за кадром во время показа титров к фильму в исполнении Мурада Садыкова), а также и в четвёртой части киноэпопеи «Солдаты свободы» 1977 года, где песня исполняется на концерте перед началом Ясско-Кишинёвской операции (в роли солистки — Валентина Толкунова). В 1975 году песня в исполнении Мики Евремовича и Софии Ротару стала лауреатом фестиваля «Песня-75» (один из редких случаев, когда песня была повторена на бис).